# Ceryx approximata
Ceryx approximata là một loài bướm đêm thuộc phân họ Arctiinae, họ Erebidae.